# Banca Popolare di Sondrio
La Banca Popolare di Sondrio, sociedad cooperativa por acciones, fue fundada en Sondrio (Lombardía) el 4 de marzo se 1871, uno de los primeros bancos cooperativos (Banca Popolare) italianos inspirados en el movimiento cooperativo de crédito propugnado en Italia por Luigi Luzzatti. 
Es la cabeza del grupo bancario homónimo, del que forman parte BPS (SUISSE), Factorit S.p.A. y Pirovano Stelvio S.p.A.
La fundación del banco contribuyó al desarrollo económico de la región de la Valtellina: debido a las características de la economía de esta zona periférica, que siempre se ha caracterizado por la baja concentración de los préstamos, muy dispersos por las numerosas familias, profesionales, pequeñas empresas y algunas grandes empresas.
La actividad del banco se inició con la apertura de dos sucursales: la sede central en Sondrio y una en Morbegno. Entre 1881 y 1962 se abrieron en el valle de la Valtellina otras doce sucursales, pasando a 18 en 1970. 
El capital social del banco, alcanza cerca de los 925 millones de euros, distribuido en cerca de 163.000 socios, que en su larga mayoría son clientes. Los activos del banco ascienden a 1.493 millones de euros, y el beneficio de explotación a 31 de diciembre de 2009 ascendía a € 191 millones.
El banco tiene 2.740 empleados, distribuidos en una red de 482 oficinas. Entre los numerosos socios del banco se cuentan los economistas Fabio Besta y Ezio Vanoni.

## Localización en Italia
La Banca Popolare di Sondrio está presente en las siguientes regiones italianas:
- Lombardía
- Lacio
- Piamonte
- Emilia-Romaña
- Trentino-Alto Adige
- Liguria
- Veneto
- Valle de Aosta

## Ranking en la banca italiana
A 26 de marzo de 2010 resultaba ser el noveno banco italiano en la clasificación de las 15 entidades bancarias con mayor capitalización de la bolsa italiana (datos en miles de millones de euros):
1. Unicredit - 41.72  (enlace roto disponible en Internet Archive; véase el historial, la primera versión y la última).
2. Intesa Sanpaolo - 33.24
3. Mediobanca - 6.89
4. Monte dei Paschi di Siena - 6.46  (enlace roto disponible en Internet Archive; véase el historial, la primera versión y la última).
5. UBI Banca - 6.40
6. Banco Popolare - 3.31
7. Banca Carige - 3.23  (enlace roto disponible en Internet Archive; véase el historial, la primera versión y la última).
8. Banca Popolare dell'Emilia Romagna - 2.60
9. Banca Popolare di Sondrio - 2.27
10. Banca Popolare di Milano - 1.97
11. Credito Emiliano - 1.76
12. Credito Bergamasco - 1.43  (enlace roto disponible en Internet Archive; véase el historial, la primera versión y la última).
13. Credito Valtellinese - 1.0
14. Banca Generali - 0.94
15. Banco Desio - 0.48